# Vestlige Højde
Vestlige Højde (dansk) eller Westliche Höhe (tysk) er en bydel med  8.083 indbyggere (2018) i det vestlige Flensborg. Vestlige Højde er beliggende vest for byens indre by. Den afgrænses i nord af Nordstaden og Nystaden, i syd af Friserbjerget og i vest af Harreslev. Området omtales også som byens vestlige højdedrag. På dansk findes også formen Vestlig Høj.
Administrativt omfatter den vestlige højde de statistiske distrikter Byparken (Stadtpark), Frueskov og Sankt Gertrud. 